# آندریا آفردی
آندریا آفردی (ایتالیایی: Andrea Offredi؛ زادهٔ ۱۷ فوریهٔ ۱۹۸۸) بازیکن فوتبال اهل ایتالیا است.